# فرار از آلکاتراز (فیلم)
فرار از آلکاتراز یا فرار از زندان آلکاتراز (به انگلیسی: Escape from Alcatraz) فیلمی در ژانر فیلم زندان، جنایی - درام، محصول سال ۱۹۷۹ آمریکا است. کارگردانی فیلم را دان سیگل بر عهده دارد و کلینت ایستوود در آن نقش اصلی را بازی می‌کند. موضوع فیلم پیرامون گریختن چند تن از زندانیان زندان آلکاتراز از آن است.
فیلمنامه این درام جنایی را ریچارد تاگل، برمبنای کتابی از ج. کامبل بروس نگاشته است. کلینت ایست‌وود، پاتریک مک‌گوهان، رابرتس بلاسم، جک تیبو، فرد وارد، پل بنجامین، لاری هنکین، بروس م. فیشر و فرانک رونززیو بازیگران اصلی این فیلم هستند.
این فیلم محصول کمپانی متعلق به کلینت ایستوود به نام مالپاسو است و شرکت پارامونت توزیع‌کننده آن است و آخرین محصول مشترک دان سیگل و کلینت ایستوود، بعد از تهیه ۵ فیلم با یکدیگر بود.

## داستان
داستان فیلم از آنجا شروع می‌شود که فرانک موریس (ایستوود) پس از چندین بار اقدام به فرار از زندان آتلانتا به زندان فوق‌امنیتی آلکاتراز وارد می‌شود. واردن، رئیس زندان آلکاتراز، که به زندانش می‌نازد، به او می‌گوید که هرگز کسی از آنجا فرار نکرده و فرار هم نخواهد کرد. پس از دعوای سختی با یک زندانی قلدر به‌نام وولف، فرانک تنبیه شدن در بند «د» را هم تجربه می‌کند. وی با همکاری چند زندانی دیگر نقشه فرار دیگری می‌کشد و ...